# Pia Oberacker-Pilick
Pia Oberacker-Pilick (auch unter dem Namen Pia Biundo; geboren 1959 in Karlsruhe) ist eine deutsche Schriftstellerin, Übersetzerin und Antiquarin.

## Leben
Pia Biundo studierte Germanistik, Geschichte und Hispanistik an der Universität Heidelberg. Sie ist verheiratet mit Eckhart Pilick. In den Gruppen Fok o'locos und Cherrys Band, zuweilen auch im Duo mit ihrem Bruder, dem Liedermacher Max Biundo, tritt sie als Sängerin auf. Sie arbeitet als literarische Übersetzerin aus dem Spanischen und veröffentlichte 2012 den Science-Fiction-Romanerstling Alle Zeit der Welt. Der mehrfach für Auszeichnungen nominierte Roman handelt von der Begegnung der Menschheit mit einer fremden Zivilisation, die vor ihrer sterbenden Sonne fliehen musste.
Oberacker-Pilick ist Inhaberin des Versandantiquariats Pia Oberacker-Pilick in Karlsruhe, wo sie auch lebt.
Sie war Gründungsmitglied und von 1992 bis 2004 Mitarbeiterin der Karlsruher Stadtteilzeitschrift Intelligenz- und Provinzblatt für Durlach.

## Auszeichnungen
- 2003 6. Platz beim Deutschen Science-Fiction-Preis für einen Auszug aus Alle Zeit der Welt, erschienen in c’t - magazin für computertechnik 24/2002. ISSN 0724-8679
- 2013 4. Platz der Debütromane beim Deutschen Phantastik Preis für Alle Zeit der Welt.
- 2013 Roman Alle Zeit der Welt nominiert für den Kurd-Laßwitz-Preis
- 2013 Roman Alle Zeit der Welt auf der Longlist für den Phantastik-Literaturpreis Seraph[1]
- 2018 2. Platz für die Übersetzung von Vlad Hernández’ Krieg der Schrecken als Beste Übersetzung beim Kurd-Laßwitz-Preis[2]
- 2018 Arbeitsstipendium des Freundeskreises zur Förderung literarischer und wissenschaftlicher Übersetzungen, ermöglicht vom Ministerium für Wissenschaft, Forschung und Kunst Baden-Württemberg.[3]
- 2019 Übersetzung von Vlad Hernández’ Fragmente einer Fabel als Beste Übersetzung nominiert für den Kurd-Laßwitz-Preis[4]
- 2019 Übersetzung von Carlos Suchowolski Elf künftige Zeiten nominiert für den Kurd-Laßwitz-Preis[5]
- 2020 Übersetzung von Vlad Hernández’ Interferenz als Beste Übersetzung nominiert für den Kurd-Laßwitz-Preis[6]
- 2020 Arbeitsstipendium des Freundeskreises zur Förderung literarischer und wissenschaftlicher Übersetzungen, ermöglicht vom Ministerium für Wissenschaft, Forschung und Kunst Baden-Württemberg.[7]
- 2021 Übersetzung von Vlad Hernández’ Nemesis und Lebensstationen eines Idealisten nominiert für den Kurd-Laßwitz-Preis[8]
- 2022 3. Platz für die Übersetzung von Vlad Hernández’ Glühwürmchen beim Kurd-Laßwitz-Preis[9]
- 2022 1. Platz für die Übersetzung von Carlos Suchowolski Das Licht der Hohlwelt beim Kurd-Laßwitz-Preis[10]

## Bibliografie
Roman
- Alle Zeit der Welt : Science-Fiction-Roman. Saphir im Stahl, Bickenbach 2012, ISBN 978-3-9813823-6-5.
- Todo el tiempo del mundo. Ápeiron, Madrid 2024. ISBN 978-84-129510-6-6 (spanische Ausgabe von "Alle Zeit der Welt.")

Kurzgeschichten
- Alle Zeit der Welt In: c’t - magazin für computertechnik 23 und 24/2002.
- Pannenservice. In: c’t - magazin für computertechnik 15/2003.
- Geisterfahrer. In: Alfons Axmann, Gabriele Hohwieler-Brünner: Deutsch / Kommunikation für die Berufsschule, Berufsfachschule II und die Höhere Berufsfachschule - Lernbaustein 1. Westermann, Braunschweig 2019, ISBN 978-3-427-44167-0.

als Übersetzerin
- Emilia Neumeister López: Mis mejores momentos : poesías y relatos = Kostbare Augenblicke. Mit Fotografien von Lilo Tadday. De-exilio-Verlag Guhl, Rohrbach 2008, ISBN 978-3-930760-53-4.
- Nah Kin: 2012 – Die authentische Botschaft einer Maya-Priesterin für das Neue Zeitalter. Kailash & Sphinx bei Random House, 2010, ISBN 978-3-424-63019-0 (spanischer Originaltitel: El Auténtico Mensaje Maya para el 2012).
- über 20 Kurzgeschichten verschiedener spanischsprachiger Autorinnen und Autoren in der Anthologie Rund um die Welt in mehr als 80 SF-Geschichten. Saphir im Stahl, Bickenbach 2016, ISBN 978-3-943948-64-6.
- Vlad Hernández: Krieg der Schrecken. Saphir im Stahl, Bickenbach 2017, ISBN 978-3-943948-72-1.
- Carlos Suchowolski: Elf künftige Zeiten : Phantastische Geschichten. Edition SOLAR-X, Zossen 2018, ISBN 978-3-945713-60-0 (spanischer Originaltitel: Once tiempos del futuro).
- Vlad Hernández: Fragmente einer Fabel. In: c't - magazin für computertechnik 6/2018.
- Vlad Hernández: Interferenz. In: c't - magazin für computertechnik 24/2019.
- Vlad Hernández: Nemesis. In: Pandemie. Geschichten zur Zeitenwende. Hrsg. v. H. J. Kugler und R. Moreau. Hirnkost, Oktober 2020. ISBN 978-3-948675-59-2.
- Vlad Hernández: Lebensstationen eines Idealisten. In: c’t - magazin für computertechnik 25/2020.
- Carlos Suchowolski: Das Licht der Hohlwelt Edition SOLAR-X, Zossen 2021, ISBN 978-3-945713-84-6 (spanischer Originaltitel: Una nueva conciencia. 1. Platz Beste Übersetzung Kurd Laßwitz Preis 2022).
- Vlad Hernández: Glühwürmchen. In: Am Anfang war das Bild. Hrsg. v. Uli Bendick, Aiki Mira, Mario Franke. Hirnkost, Oktober 2021. ISBN 978-3-949452-15-4.
- Vlad Hernández: Die Nacht der Jäger. In: c’t - magazin für computertechnik 2/2022.
- Vlad Hernández: Lästige Mitbewohner. In: (N)irgendwo (N)irgendwann – Utopie und Humor. Eine Anthologie zum 16. Elstercon 2022.
- Vlad Hernández: Flux. In: Exodus. Science Fiction & phantastische Grafik. Nr. 45. November 2022. ISSN 1860-675X
- Vlad Hernández: Neurospace. In: c’t - magazin für computertechnik 7/2023 und 8/2023.
- Vlad Hernández: Infokalypse. In: Spektrum der Wissenschaft 4/2023.
- Vlad Hernández: Ameryka. In: Spektrum der Wissenschaft 10/2024.

als Herausgeberin
- zusammen mit Eckhart Pilick: Robert Kehl: Heiden oder Christen. Der Glaube großer Denker, Dichter und Musiker. Mit einem Essay über Johann Peter Hebel von Franz Littmann. Darin v. Pia Oberacker: Robert Kehl - ein Aufklärer unserer Zeit. Rohrbach: De-exilio-Verlag Guhl, 2003, ISBN 3-930760-40-1.
- Ernst Pilick 77. Festschrift für Ernst Pilick zum siebenundsiebzigsten Geburtstag. De-exilio-Verlag Guhl, Rohrbach 2004, ISBN 3-930760-77-0.